# ローラ・サンコ
ローラ・サンコ（Laura Sanko、1982年12月7日 - ）は、アメリカ合衆国の女性総合格闘技解説者、元総合格闘家。イリノイ州シカゴ出身。

## 来歴
アマチュア総合格闘技で4勝1敗の戦績を残す。2013年1月5日にプロデビュー、Invicta FC 4でキャシー・ロッブと対戦し、リアネイキドチョークで一本勝ちを収めたが、子供が産まれたためこの試合で現役を引退した。その後は、InvictaやLFAなどで解説者やレポーターを務めた。
サンコはこれまでUFCでは、レポーターや計量での解説者を務めていただけだったが、2021年にDana White's Contender Series シーズン 5でテレビ解説者を務め、ズッファおよびエンデバー時代のUFCにおいて初めて解説者を務めた女性となった。
2023年2月4日、UFC Fight Night: Lewis vs. Spivakでテレビ解説者を務め、1993年のUFC 1で女子キックボクサーのキャシー・ロングが解説者を務めて以来、UFCの本放送で解説者を務めた初めての女性となった。
2023年9月10日、UFC 293で初めてUFCのペイ・パー・ビュー大会でテレビ解説者を務めた。